# Backfokus (Astronomie)

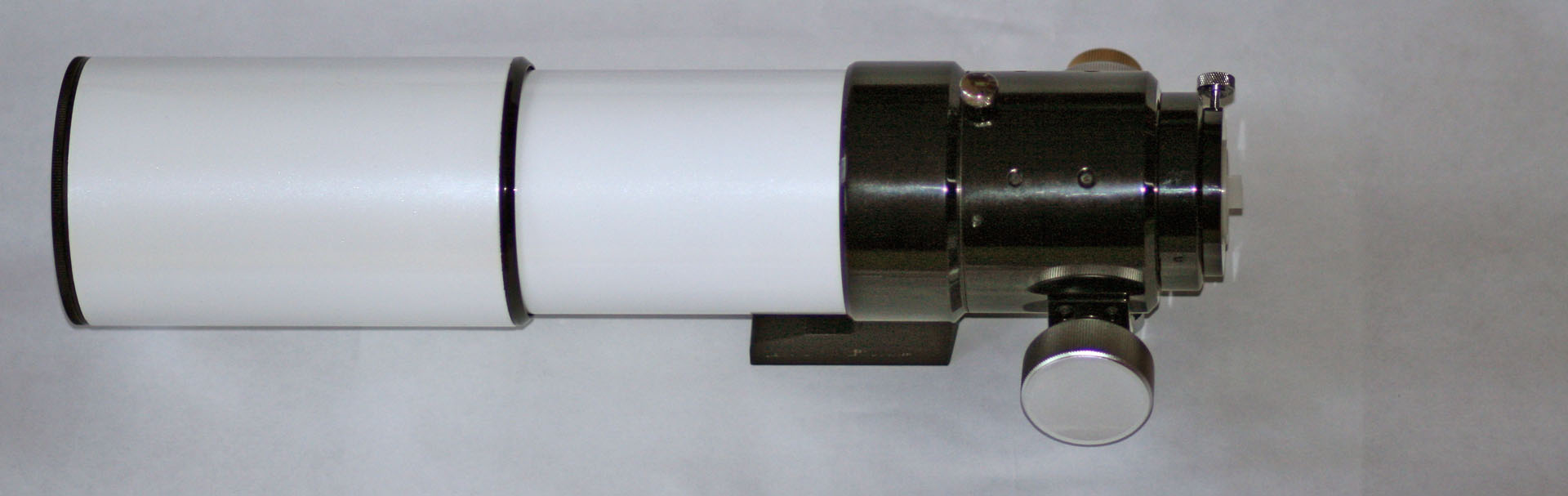
Refraktor mit eingefahrenem Okularauszug

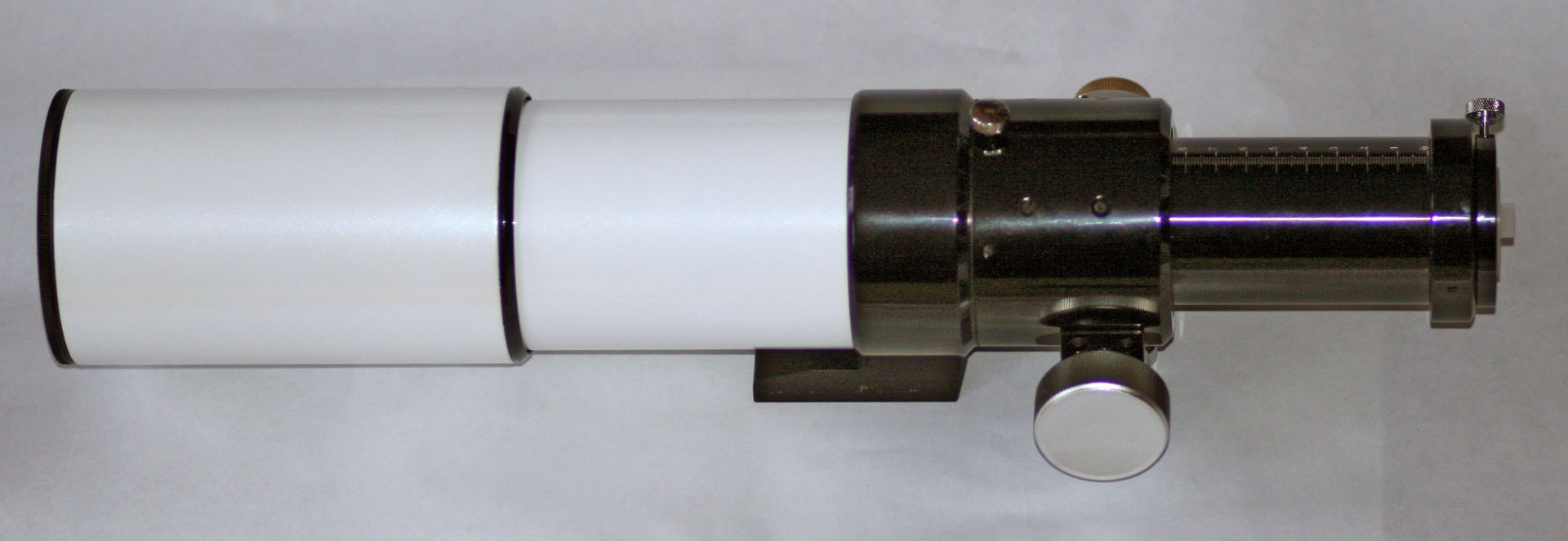
Refraktor: 8 cm backfokus

In der beobachtenden Astronomie ist Backfokus die Länge, um die die Brennebene hinter dem gänzlich eingefahrenen Okularauszug liegt. Das Auflagemaß einer Kamera etwa muss kleiner sein als der Backfokus des Instruments, um scharfstellen zu können. Bei Newton-Teleskopen ist der Backfokus oftmals relativ gering, um den in der Apertur liegenden Fangspiegel klein halten zu können. Bei Cassegrain-Teleskopen hingegen verlängert der Sekundärspiegel die Brennweite, so dass wie bei Refraktoren genügend Backfokus zur Verfügung steht.